# Szczepan Kozak
Szczepan Kozak (ur. 26 grudnia 1970 w Przeworsku) – polski historyk, specjalizujący się w źródłoznawstwie i historii XIX i XX w.; nauczyciel akademicki związany z Uniwersytetem Rzeszowskim.

## Życiorys
Uczęszczał do Liceum Ogólnokształcącego im. Władysława Jagiełły w Przeworsku, gdzie w 1989 zdał egzamin maturalny. Następnie rozpoczął studia historyczne w Wyższej Szkole Pedagogicznej w Rzeszowie, zakończone uzyskaniem tytułu magistra w 1994. W tym samym roku został zatrudniony na stanowisku asystenta w Instytucie Historii Wyższej Szkoły Pedagogicznej, a następnie Uniwersytetu Rzeszowskiego. W 2002 uzyskał stopień naukowy doktora nauk humanistycznych w zakresie historii (specjalizacja źródłoznawstwo) na podstawie rozprawy Rzeszowskie akta notarialne 1871-1918. Studium historyczno-źródłoznawcze, napisanej pod kierunkiem prof. Jadwigi Hoff. Objął stanowisko adiunkta w Zakładzie Archiwistyki i Nauk Pomocniczych Historii w Instytucie Historii Uniwersytetu Rzeszowskiego. W latach 2005–2008 pełnił funkcję prodziekana Wydziału Socjologiczno-Historycznego Uniwersytetu Rzeszowskiego. W 2014 uzyskał habilitację na Uniwersytecie Rzeszowskim. Jest kierownikiem Pracowni Archiwistyki i Nauk Pomocniczych Historii. Na uczelni prowadzi zajęcia z podstaw archiwistyki współczesnej, aktoznawstwa, organizacji archiwum zakładowego, organizacji kancelarii, nauk pomocniczych historii XIX i XX w. Zainteresowania badawcze prof. Kozaka koncentrują się wokół źródłoznawstwa i nauk pomocniczych historii XIX i XX w., historii społecznej XIX i XX w., historii kobiet, historii regionalnej (historii Przeworska). Był redaktorem naukowym I tomu czasopisma popularno - naukowego Przeworskie Studia Regionalne (2012). Po ustąpieniu z redakcji został jednym z założycieli a następnie prezesem Regionalnego Towarzystwa Naukowego w Przeworsku (2014). Jest redaktorem naczelnym redagowanego przy Instytucie Historii UR czasopisma naukowego Galicja. Studia i materiały, członkiem redakcji Przemyskich Zapisków Historycznych, wchodzi w skład rady naukowej serii wydawniczej Przeworsk - mała ojczyzna. Pełni funkcję przewodniczącego Rady Naukowo-Programowej (VIII kadencji) Archiwum Państwowego w Przemyślu.

## Publikacje

### Książki
- Kościół i kanonia Bożogrobców w Przeworsku, Przemyśl 1999; współautor: Janusz Polaczek.
- Kościół i klasztor OO. Bernardynów w Przeworsku, Przemyśl 1999; współautor: Janusz Polaczek.
- Rzeszowskie akta notarialne 1871-1918. Studium historyczno- źródłoznawcze, Rzeszów 2004.
- Bazylika kolegiacka pw. Ducha Świętego i kanonia Bożogrobców w Przeworsku, Przemyśl 2006; współautor: Janusz Polaczek (Wyd. II Kraków 2009).
- Mieszkańcy Przeworska w latach 1867-1914. Zagadnienia społeczne i demograficzne, Przeworsk 2010.
- Kobieta na prowincji galicyjskiej w świetle akt notarialnych (1871-1914). Studium historyczno-źródłoznawcze, Rzeszów 2013.

### Rozdziały w monografiach
- Kobieta w Rzeszowie i okolicy w świetle dokumentów notarialnych z okresu galicyjskiego, [w:] Z przeszłości Europy Środkowowschodniej, red. J. Hoff, Rzeszów 2002.
- Komputerowa metoda opracowywania i inwentaryzacji galicyjskich dokumentów notarialnych, [w:] Studia i meteriały z dziejów społecznych Polski południowo-wschodniej, t.1, pod red Z.Budzyńskiego, Rzeszów 2003, s.306-326.
- Cele i drogi rozwoju Notariatu Galicji (1859-1914), [w:] Szkice z dziejów kultury fizycznej. Uwarunkowania historyczne, prawne i regionalne, red. A. Nowakowski, S. Zaborniak, Rzeszów 2004.
- Możliwość wykorzystania metod komputerowych w badaniach nad notariatem galicyjskim, [w:] Notariat i akta notariale na ziemiach polskich w XIX-XX wieku, pod red. K.Skupieńskiego i S.Piątkowskiego, Radom 2004, s.37-53.
- Zastosowanie baz danych w opracowywaniu źródeł o niejednorodnej strukturze treści, [w:] Metody komputerowe w badaniach i nauczaniu historii, red. K. Narojczyk, B. Ryszewski, Olsztyn 2005.
- Obszary aktywności gospodarczej ludności miasta i wsi galicyjskiej na podstawie akt notarialnych. Badanie sondażowe, [w:] Miasteczko i okolica - od średniowiecza do współczesności, red. J. Hoff, Kolbuszowa 2006.
- Galicyjskie akta notarialne jako źródło do badań nad historią rodziny i gospodarstwa domowego w drugiej poł. XIX w., [w:] Rodzina i gospodarstwo domowe na ziemiach polskich w XV-XX wieku. Struktury demograficzne, społeczne i gospodarcze, red. C. Kuklo, Białystok 2008.
- Śmierć jako czynnik źródłotwórczy. Akta spraw spadkowych z obszaru Galicji z lat 1855-1918, [w:] Choroba i śmierć w perspektywie społecznej w XIII-XXI wieku, red. D. K. Chojecki, E. Włodarczyk, Warszawa 2010.
- Kobieta w Galicji – problemy metodologiczne, ich dotychczasowy dorobek i postulaty na przyszłość, [w:] Galicja 1772-1918. Problemy metodologiczne, stan i potrzeby badań, red. A. Kawalec, W. Wierzbieniec, L. Zaszkilniak, t.1, Rzeszów 2011.
- Kobiety w życiu gospodarczym Galicji: stan i perspektywy badań, [w:] Region i regionalizm w archeologii i historii, red. J. Hoff, S. Kadrow, Rzeszów 2013.
- Księgi i akta hipoteki galicyjskiej w zasobie Archiwum Państwowego w Przemyślu, [w:] Z uczniami, kolegami i przyjaciółmi w świecie nauki. Prace dedykowane Profesorowi Bohdanowi Ryszewskiemu w osiemdziesiątą rocznicę urodzin, pod red. W. Chorążyczewskiego i A. Żeglińskiej, Olsztyn 2014, s. 361-382.
- Między fiszką a tabletem. Warsztat historyka w dobie cyfryzacji, [w:] Człowiek-społeczeństwo-źródło. Studia dedykowane prof. Jadwidze Hoff, pod red. Sz.Kozaka i inn., Rzeszów 2014, s.652-661.
- Ludność wiejska powiatu przeworskiego w świetle akt notarialnych z lat 1859-1914, [w:] Przeworsk - mała ojczyzna. Studia z dziejów miasta i regionu, t.1, pod red. Sz. Kozaka, Przeworsk 2016, s.3-31.
- Spisy ruchomości w zespołach galicyjskich akt notarialnych i sądowych oraz możliwości ich edycji. Zarys problematyki, [w:] Edytorstwo źródeł XIX wieku - problemy teoretyczne i praktyka edytorska, t.1, red. J. Sikorska-Kulesza, Warszawa 2016, s.35-47.